# Тамэсигири

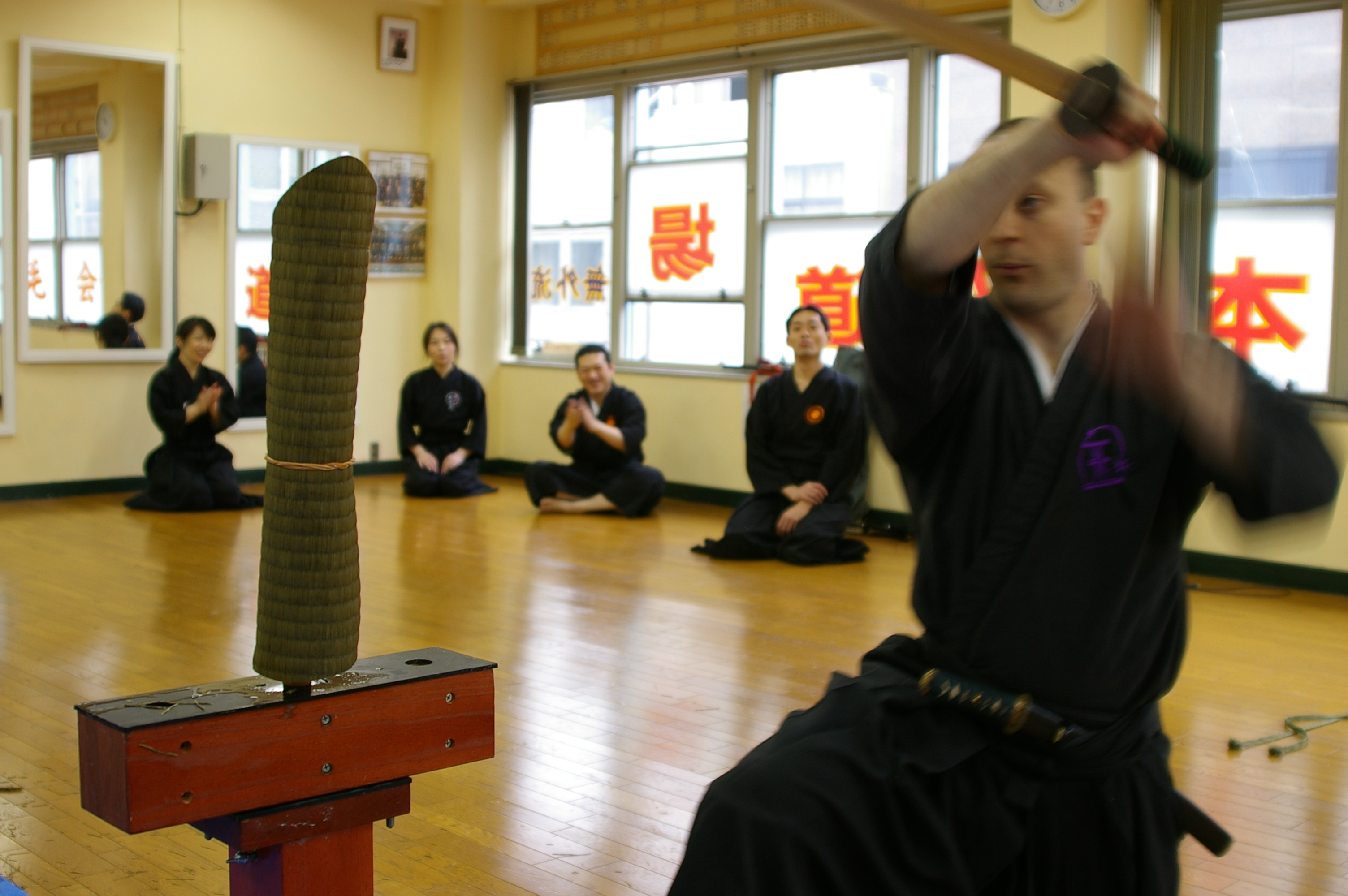

Тамэсигири (試 し 斬 り, 試 し 切 り, 試 斬, 試 切) (пробный удар мечом) (тамэси — «тестирование, проба», гири — «рубящий удар») — боевое искусство, практикующие тестовую рубку — испытание японских мечей (катана). Клинки испытывали перерубанием соломенных снопов, соломенных матов, бамбука, самурайских шлемов, медных и стальных пластин, при казни преступников, на трупах казнённых людей. Существовала также практика нападения на случайных прохожих — цудзигири.
«Каждый, кто имеет право носить длинный меч, должен помнить, что его меч должен рассматриваться как его душа, что он должен отделиться от него лишь тогда, когда он расстанется с жизнью». Завещание Токугава Иэясу (1615 г.)
Филигранная технология создания японского меча не уберегала мастера от ошибки, которая могла оказаться роковой на поле боя и именно поэтому, покупая меч, его новый хозяин желал убедиться в его надёжности и боевых качествах.
Поговорка: Купленный утром меч должен быть использован до заката солнца.

## Разновидности
Своего расцвета тамэсигири получило уже в мирный период Эдо (XVII век), когда возможность испытания меча на поле брани почти полностью исчезла. В этот период тамэсигири превращается в отдельное боевое искусство и разделяется на 2 направления: «Сидзан» — дисциплина проверяющая мастерство мечника и «Сито» — тестирование непосредственно самого меча. Обе школы отличаются как техникой проведения рубки, так и материалами целей.

### Сидзан
Сидзан (試 斬) — практика направленная на проверку навыков и эффективности мастера в рубке макивар, в качестве которых принято использовать молодой бамбук или скрученные циновки Вара. Данная дисциплина регламентируется правилами Сидзан Кокорое дзюккадзе, где главным приоритетом является безопасность, не причинение вреда себе, окружающим и мечу.
Одним из первых шагов в Сидзан является изучение Томе — остановке меча после совершения удара. Далее идёт изучение более сложных техник: макури, каеши, нагаши (беспрерывная рубка, быстрая рубка нескольких целей, рубка подвижных целей).

### Сито
Сито (試 刀) — испытание меча, а точнее двух его характеристик: остроты и прочности. В связи с высокой опасностью проведения теста, проводится только испытателем мечей — Ситока. В качестве материалов для испытания использовались как тела людей и животных, так и отдельные элементы доспехов, шлемы, закреплённые на специальных подставках металлические пластины. Для теста, клинок насаживался на специальную рукоять Киридзуку. В первую очередь мастер оценивал вес и баланс клинка, а после проведения испытаний давал оценку всему клинку и назначал его цену. Как часто бывало, его вердикт мог как прославить кузнеца, так и покрыть его имя позором, посему Ситока должен был быть не только искусным мечником, но и хорошо разбираться во всех тонкостях качества меча.

## Разрубание соломенных снопов
Мишени для тестовой рубки зачастую выполняются из Вара (циновки из рисовой соломы), Татами — омотэ (верхнее покрытие татами похожего на пляжный коврик), или бамбука (но только зелёного), а также комбинации этих элементов. Для придания макиваре баллистических свойств, схожих с плотностью человеческого тела, скрученные в рулон циновки вымачиваются в воде. Размещаться сноп может как на вертикальной подставке Доттон, так и горизонтальной Дотан.
Техника рубки:
- Кэса-гири — сверху вниз по диагонали под углом 30-50 градусов (самый простой);
- Кири-агэ — снизу-вверх по диагонали, с сохранением угла атаки 30-50 градусов;
- Суихэ — горизонтальный рез (наиболее сложный) где вектор приложения силы приходится поперёк волокон макивары;
- Сёмэн -вертикальный удар сверху вниз при горизонтальном размещении мишени;

В некоторых школах Баттодзюцу и иайдзюцу рассматривается также показатель глубины реза:
- Моноути — последней третью меча;
- Кисаки — на глубину кисаки (острие клинка);
- Рез кончиком кисаки;

## Испытание мечей на металлических предметах
Металлические предметы (пластины, шлемы), рубили самые искусные самураи (следует учесть, что разрубить мечом можно лишь относительно мягкие металлы — медь, бронзу, кричное железо, незакалённую низкоуглеродистую сталь — суммарной толщиной не более 0.6 мм. На практике шлемы имели толщину не менее 0.8 мм и поэтому не могли быть разрублены ни при каких обстоятельствах — их рубка являлась лишь демонстрацией устойчивости клинка к повреждению при столкновении с доспехами, а сами шлемы при этом получали весьма незначительные дефекты в виде неглубоких насечек. Также следует учесть, что в ранний исторический период большинство шлемов изготавливалось из лакированной кожи, войлока и костяных пластин, при минимальном использовании металла). Шлем закрепляли на специальном обточенном куске дерева и жёстко фиксировали. В Японии разрубание шлемов практиковалось редко (оно почти полностью прекратилось в связи с переходом на более прочный конструкционный материал доспехов — среднеуглеродистую закалённую сталь, столкновение с которой приводило к разрушению режущей кромки клинка). « Этому есть несколько причин. Во-первых, в Японии большинство мечей и шлемов являются бесценным сокровищем, и если кому-то не удастся выполнить чистый удар, повторный тест провести будет невозможно. В то время как удачный удар, безусловно, прославит человека и будет активно обсуждаться, неудачный удар может серьёзно его опозорить. Если такой меч получит выщерблину или сломается, то это испортит его безвозвратно. Шлем также будет испорчен напрасно, и к тому же это может покрыть позором кузнеца, изготовившего меч. И, наконец, повреждение лезвия работы уже скончавшегося кузнеца будет равноценно уничтожению сокровища огромной исторической ценности. По этим и другим причинам большинство мастеров меча даже и не помышляют о выполнении тамэсигири на шлемах.» (Отрывок из статьи Тосисиро Обаты «МЕЧИ И ТРАДИЦИЯ» (Aikido Journal, #107, 1996 г.)). Для разрубания пластин делался специальный стенд.

## Казни мечами
Семья сёгунов Минамото, владело двумя мечами мастера Мондзю: «Хигэгири» (Резчик бороды) и «Хидзамару» (Повелитель коленей). Мечи отличались невероятной остротой и износостойкостью лезвий. Если первым мечом случалось отрубить врагу голову то клинок успевал вдобавок срезать его бороду, а вторым мечом при казни преступника через отрубание головы (это делалось в положении осуждённого стоя на коленях вперёд согнувшись) настолько легко это осуществлялось, что по инерции постоянно отрубали колени.
Сегодня ещё можно встретить старые мечи с надписью «Тамеши мэй» или «Сайдан мэй» на хвостовике Накаго, свидетельствующий о разрубании 5 человеческих тел, зачастую трупов, но иногда и осуждённых или пленных воинов. Краткие сокращения звучали как: «Рю гурума» — тест бедра, «Таби-гата» — тест голеностопа, «О-кэсой» — диагональный срез от плеча до противоположного бедра. И хоть данная услуга была достаточно дорогой, самураи охотно платили специально обученным и особо опытным фехтовальщикам за возможность испытать своё новое оружие (следует учесть, что при рубке человеческого тела участки режущей кромки меча, проходящие через кости скелета, требуют последующего обновления — дополнительной шлифовки и полировки с целью восстановления первоначальных режущих свойств, утраченных в ходе испытаний. Подобная реставрация меча существенно увеличивает затраты на проведение тамэсигири, поэтому в наше время рубка костей полностью исключена из комплекса испытаний).